# Ophiolimna opercularis
Ophiolimna opercularis är en ormstjärneart som beskrevs av Jean Baptiste François René Koehler 1909. Ophiolimna opercularis ingår i släktet Ophiolimna och familjen knotterormstjärnor. Inga underarter finns listade i Catalogue of Life.